# Avignoni békekonferencia
Az avignoni békekonferenciát VI. Kelemen pápa hívta össze 1344-ben, hogy kibékítse a százéves háborúban hadakozó francia és angol uralkodót. A megbeszéléssorozat eredménytelenül ért véget, mert sem VI. Fülöp francia király, sem III. Eduárd angol király nem engedett követeléseiből.

## A konferencia
1343. január 19-én, VI. Kelemen pápa közbenjárására, az angolok és franciák megkötötték a malestroit-i békét , amely lezárta a breton örökösödési háború addigi szakaszát. Az egyházfő ezután megszervezte az avignoni béketárgyalást, amely 1344. október 22-én kezdődött meg. A delegációk nem találkoztak, közöttük a pápa közvetített, de négy sikertelen egyeztetés után az egyházfő két bíborosra bízta az egyeztetés vezetését.

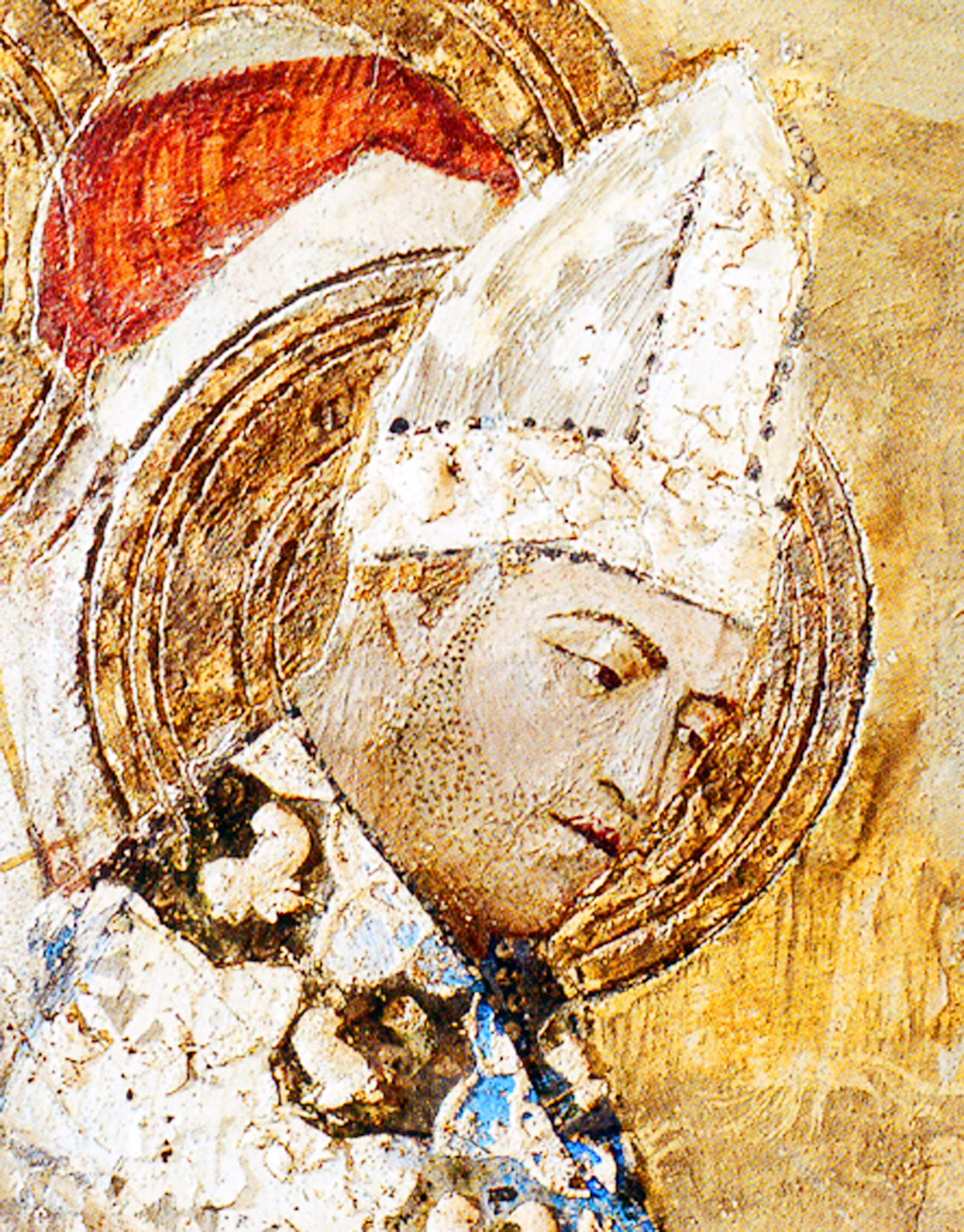
VI. kelemen pápa

Az angolok célja Eduárd franciaországi trónigényének megtárgyalása volt, de a franciák erről egyetlen szót sem voltak hajlandók ejteni, így Aquitania és Gascogne került a megbeszélések fókuszába. Az angolok szerették volna elérni, hogy a franciák kivonuljanak a tőlük a saint-sardos-i háborúval elfoglalt Aquitaniából, a franciák pedig arra törekedtek, hogy az angolok adják fel Gascogne-t.
Először Aquitania ügye került napirendre. Az angolok azt kérték, hogy kapják vissza az 1324-ben elvesztett területeket, és Fülöp mondjon le az angolok vazallusi kötelezettségeiről. A franciák ezt visszautasították, mondván, az uralkodó nem egyezik bele birodalma megcsonkításába.
Ezután a Gascogne-nyal kapcsolatos javaslatokról tárgyaltak. A bíborosok arra kérték Eduárdot, hogy mondjon le a területről a Máltai lovagrend és a pápa alá tartozó más szervezetek angliai birtokaiért cserébe. Ezt az angolok visszautasították. A főpapok ezután arra tettek javaslatot, hogy Eduárd fogadja el Skócia trónját, amelyet Fülöp, francia földek átadásával, megszerez neki II. Dávid skót királytól. A bíborosok másik javaslata az volt, hogy Eduárd adja át Gascogne-t valamelyik fiának, aki helyette Fülöp vazallusává válik. 
November 10-én az angolok minden olyan javaslatot visszautasítottak, amely csökkentette volna Eduárd szuverenitását Gascogne-ban. Mivel az angolok pénze fogytán volt és a városban angolellenes hangulat uralkodott, a delegáció egyes tagjai már december közepén visszaindultak a szigetországba. A pápa ekkor azt javasolta, hogy Eduárd a tárgyalást addig folytató egyházi személyek helyett küldjön inkább világi főurakat, de elképzelése nem talált meghallgatásra. 1345 februárjában az utolsó angol követ is elhagyta Avignont. Az angol uralkodó 1345. június 15-én felmondta a malestroit-i békét, majd egy évvel később hadjáratot indított Fülöp ellen.